# Fernando Álvarez Prozorovich
Fernando-Victorino Álvarez Prozorovich (Bahía Blanca, Argentina, 29 d'octubre de 1952 - Barcelona, 3 d'abril de 2020) fou un arquitecte argentí establert a Barcelona, on fou professor, investigador i especialista en patrimoni modern.

## Biografia
Es graduà el 1978 a la Facultat d'Arquitectura i Urbanisme de Buenos Aires. En la dècada de 1980 s'establí a Barcelona, on el 1991 es doctorà en arquitectura per la Universitat Politècnica de Catalunya, amb la tesi doctoral El sueño moderno en Buenos Aires (1930-1949). Fou director del Departament de Teoria i Història de l'Arquitectura i Tècniques de Comunicació (UPC) des del 2017, professor d'Història de l'Art i de l'Arquitectura a l'Escola Tècnica Superior d'Arquitectura de Barcelona des de 1987, director del Màster de Restauració de Monuments (MRM) des del 2010 i director del portal d'història de l'arquitectura moderna. Morí als 67 anys, a Barcelona, a causa del COVID-19.
Álvarez Prozorovich difongué el treball d'arquitectes catalans que s'exiliaren a Argentina i Uruguai, especialment Antoni Bonet Castellana, l'obra del qual va reivindicar el 1996 en una exposició que va comissariar amb Felip Pich Aguilera i Jordi Roig. El llibre que li van dedicar aquell any va ser premiat en la III Biennal Iberoamericana d'Arquitectura i Urbanisme.

## Obra
- Rehabilitació de la Casa Gomis.[4]

## Publicacions
- Álvarez, Fernando; Roig, Jordi «La restauració de La Ricarda. Work in progress». AT Arquitectes de Tarragona, 2003.
- Álvarez Prozorovich, Fernando; Hostench, Oriol. Historia del arte y de la arquitectura moderna (1930-1989).  Barcelona: Iniciativa Digital Politècnica, 2014. ISBN 9788498804997.
- Montaner, Josep Maria; Álvarez  Prozorovich, Fernando; Muxí, Zaida; Casanovas, Roser. Reader modelo Barcelona 1973-2013.  Barcelona: Comanegra, 2014. ISBN 978-84-16033-02-7.
- Montaner, Josep Maria; Álvarez Prozorovich, Fernando V.; Muxí, Zaida. Arxiu crític model Barcelona 1973-2004.  Barcelona: Ajuntament de Barcelona, 2012. ISBN 978-84-9850-378-4.
- Álvarez Prozorovich, Fernando V.; Roig, Jordi. Antonio Bonet Castellana.  Barcelona: ETSAB i EDICIONS UPC, S.L., 2007. ISBN 978-84-8301-288-8.
- Roig, Jordi; Álvarez, Fernando V.; Pich Aguilera, Felip. La Ricarda, Antoni Bonet.  Barcelona: Actar D, 1996. ISBN 9788489698086.